# トリアージX
『トリアージX』（トリアージイクス）は、佐藤ショウジによる日本の漫画作品。話数表記は「CASE:○」。

## 概要
原作者・佐藤大輔の逝去により、絶筆となった『学園黙示録 HIGHSCHOOL OF THE DEAD』（以下『HOTD』）の後継作。
先述の『HOTD』同様、派手なガンアクションとセクシーな肢体描写が特色。穏やかな日常生活の裏で法の目を掻い潜る悪党を「社会の悪性腫瘍」と見なして除去していく、非合法秘密武装暗殺組織の暗躍がテーマ。その他、医学用語などの知識もたびたび取り上げている。
2009年5月号、休載中だった『HOTD』を穴埋めする形で『月刊ドラゴンエイジ』（富士見書房）にて連載開始される。当初は不定期連載だったが、2010年10月号より『HOTD』との隔月連載が正式発表され、後に『HOTD』が本格的な長期休載へ突入。それ以降、人気作品として定着する。
2014年9月1日にアニメ化が発表され、2015年4月から同年6月までテレビアニメとして放送された。

## あらすじ
法で裁けぬ悪人を断罪する非合法秘密武装暗殺組織「ブラックラベル」。その一員である高校生の三神嵐は、世の中に存在している悪人を悪性腫瘍になぞらえて、街から切除していく。

## 登場人物
声優名はテレビアニメ版のもの。

### ブラックラベル

#### アンプルワン
三神 嵐（みかみ あらし）
声 - 赤羽根健治、山下大輝（幼少期）
本作の主人公。高校2年生、17歳。身長175cm。
特攻要員。感情表現が苦手な朴念仁。学校内では「病弱」として知られ、欠席や早退を繰り返している常習犯。殺し屋として銃火器の扱いや肉体強化に取り組んでおり、数十人のゴロツキを一蹴するほど腕が立つ。情報収集にも励んでいるが、バイク操作に関しては未熟（美琴曰く「雑」）。
色恋沙汰については非常に疎く、周囲が呆れるほど鈍感。当人に自覚はないものの、美琴や小夜といった年上の女性に好まれる傾向にある。
過去
本編開始の9年前、国際医療会議爆破テロ事件で両親を亡くし、親友の龍と共に巻き込まれてしまう。その際、龍を庇って四肢を失うという瀕死の重傷を負い、龍もまた脳に深刻なダメージを負ってしまう。現場に到着した望月の判断により、脳死状態にあった龍の四肢と心臓を受け継ぎ、D99の投与治療を受けた。
数年間に及ぶ懸命のリハビリ後、犬鳴の指導を受けてブラックラベルのメンバー入りを果たし、現在に至る。
得物
使用火器はコルトM1911シリーズのLONG SLIDEとKNUCKLEの二丁拳銃、水平二連のソードオフ・ショットガンDOUBLE JOKER。

木場 美琴（きば みこと）
声 - 近藤唯
本作のメインヒロイン。高校3年生、17歳。身長162cm。スリーサイズ：B87（Eカップ） / W57 / H85cm。
特攻要員。長い銀髪をポニーテールに絞った清楚な美女。普段は才色兼備な良家の令嬢として振る舞っているが、実際は男勝りで喧嘩っ早い。卓越したバイク技術を有し、アクロバティックな身のこなしを披露する。一方、状況判断に甘く独断専行を取って負傷することも多い。
相棒である嵐に対しては当初から憎からず想っており、物語の進行とともに本気で惚れ込んでいく。普段は強気な態度が目立つが、恋愛に関しては純情そのもの。また、姉御肌な面もあり、公私に亘って嵐の面倒を見ている。
過去
飛岡市を統べていた暴力団「木場組」の長女として生まれる。
幼少期は異母兄である悠樹によく懐き、彼の影響を受けてバイクレースの出場を決行するようになる。その折、違法賭博に関わっていた当たり屋に巻き込まれ、兄と共に事故を起こしてしまう。跡取りとして将来を嘱望されていた兄は大学病院へ搬送されるも死亡してしまい、美琴も一時は心停止したが、望月たちの懸命な治療の甲斐あって無事息を吹き返した。
この1件後、悠樹を失ったショックで父は自殺し、当主だった祖父もすっかり覇気を失くしてしまった。その結果、木場組は大幅に弱体化し、手中にあった利権を巡って兜組などの下部組織の離反と悪行が活発化した。
その後の経緯については不明なものの、実家を離れて光姫のマンションに移り住み、彼女の弟子となってブラックラベルのメンバーとなる。
得物
使用火器は8連装リボルバーEIGHT BALLと愛用のバイクGS1200SS「BLACK GOOSE」。消耗が激しいため、同車種は3台存在する。

梨田 織葉（なしだ おりは）
声 - 佐藤亜美菜
本作のヒロインの1人。中学生、14歳。身長148cm。スリーサイズ：B87（Eカップ） / W53 / H79cm。
爆破処理員。長い髪をツインテールに結った小柄な美少女。掴みどころのない砕けた性格。実はアイオワ早修尺度で11歳時に判定され、アメリカの大学に飛び級留学していた天才児。非常に博学であり、工学系に関する知識が豊富。
普段は巷で名の知れたアイドルとして活躍している。芸能界の空気を完全に無視し、大暴れする姿から人気を得ているが、肝心の歌の評価は芳しくない。
過去
国民的歌手であった天野沙織の一人娘。沙織の意思により、彼女の命と引き換えに生を受けた。
その後は望月や川中島の援助を受けながら、ブラックラベル・アイドル・中学生を三者並立させている。
得物
使用火器はグレネードランチャーI★DOL BUSTERほか、多量の火薬類（本人曰く「雑な兵器」）。

#### アンプルゼロ
狭霧 友子（さぎり ゆうこ）
声 - 大浦冬華
本作のヒロインの1人。28歳。身長175cm。スリーサイズ：B111（Mカップ） / W61 / H91cm。
望月総合病院の外科医。近接戦闘要員。日本刀を用いた抜刀術に優れた使い手である。ブラックラベル随一の戦闘力の持ち主。望月学園のOGでもある。
膝裏まで届くスーパーロングヘアと、男女を問わず虜にするグラマラスな肢体を併せ持つ美女。陽気な性格で、普段は軽薄な言動が目立つ。しかし、ミッション中には果断な行動を取ることもある。
作中最大の大きさを誇る乳房は、学生時代から変わらぬ張りや柔らかさを保持し、美貌も相まって羨望の的となっている。また、左の乳房にはブラックラベルのシンボルマークがタトゥーとして彫られている。
使用武器は「OROCHI」と銘打たれた日本刀。戦闘態勢に入る（町の病巣への怒りをあらわにする）と髪の色が変化するため、戦闘終了後には染め直している。
「メタ」騒動が望月学園で発生した際には奈央の救援に駆け付け、拡大時には小夜と共に市民の救出にあたる。
実家は狭霧流という古武術の家元で、本人も会得している。また狭霧流は代々飛城御庭番の幹部である四天衛鬼を受け継いでいた模様。狭霧流17代目当主を襲名しながらも飛城財閥御庭番の幹部である四天衛鬼の頭目・剣龍（ツルギ）でもあった双子の姉・耀子（ようこ）がいた。実父は何らかの陰謀で何者かに爆殺され、耀子はその真相を追っていた。

剣 光姫（つるぎ みき）
声 - 浅野真澄
本作のヒロインの1人。29歳。身長163cm。スリーサイズ：B80（Cカップ） / W55 / H82cm。
望月総合病院の麻酔医。遠距離支援戦闘要員。主にしなやかな身体を活かした、尾行や潜入捜査といった任務を得意としている。望月学園のOGでもある。
切れ長の眼元を眼鏡で装った理知的な美女。真面目な性格で、ブラックラベル随一の常識人。破天荒な友子や小夜に振り回されることが多い。友子とは学生時代からの付き合いであり、公私ともに仲がよい。かつては犬鳴と恋仲にあったが、現在は不信感を募らせている。
実は大のアイドル好きなど、かなりのミーハー。酒乱癖の持ち主で、そのたびに性格や言動が豹変する。また、ヒロインの中で唯一料理が得意。面倒見の良さが災いし、余計なことに首を突っ込んでしまう時もある。
D99の保護とシリンジの誘き出しの為に光姫がL.E.B.E.Lに偽装転属した際には、「ハイジェッター」の襲撃を美琴と共に受けるが、嵐や織葉による救援を得て切り抜けた。
美琴の師匠であり、実家を離れた彼女と同居中。嵐との関係に悩んでいる美琴に対し、時折アドバイスを送ることもある。
「メタ」騒動が望月学園で発生した時には織葉と共に美琴を回収する。騒動拡大時にはD99のウィルスが飛岡ロイヤルホテルに在ると判明して織葉や嵐と共に急行するもシリンジのDとカオルを迎え撃つ。しかし、Dとカオルが仕掛けた爆発物によって現場ホテルは倒壊し、巻き込まれる寸前に飛城財閥の御庭番によってカオルと共に救出・拉致されるも解放され、望月病院地下のシェルターで他のアンプルたちと合流する。
使用火器は大口径狙撃銃INDRA ARROW、M21EBR仕様SILENT MIST。

柩 小夜（ひつぎ さよ）
声 - 白石涼子
本作のヒロインの1人。24歳。身長169cm。スリーサイズ：B93（Gカップ） / W58 / H84cm。
望月総合病院の看護師。重火器担当。人体を軽々と屠るほどの超人的な身体能力の持ち主。一方、尾行や潜入捜査といった隠密行動は苦手。
外向きに跳ねたロングヘアが特徴的な美女。サバサバとした体育会系で荒っぽい男口調を離す。妹分の美琴からは「姐さん（ねえさん）」と慕われているが、嵐のパートナーで同じく彼に好意を寄せている彼女とは少しややこしい関係になってる。
嵐とは付き合いが長く新人時代、嵐を担当患者として受け持っていた過去があり、彼の想いに触れたことで情が移ってしまう。カオリ・カオル姉妹に敗れて暴走状態に陥った際、再び嵐の想いに触れたことで自我を取り戻し、彼のファーストキスを奪ってしまった。
幼少期、不治の病を治療するために望月の部下であった父・東郷至が持ち出したD99を投与された結果、心身を喪失して身体能力が強化された「ハイジェッター」となった。暴走して父を含めた3人の研究者を惨殺し、D99奪還に赴いた友子に刀で貫かれて治療を受ける。当時の記憶を失っていたが、カオリやカオルとの遭遇で再び暴走し、嵐の身体を張った説得とリハビリ時代の約束で正気と記憶を取り戻した。
OVA版では、メインキャラに抜擢。その際、アンプルゼロに加入する詳細な経緯が明らかとなった。
「メタ」騒動が望月学園で発生した際には嵐の救援に駆け付け、拡大時には友子と共に市民の救出にあたり、そのまま他の病院の患者やスタッフを望月病院地下のシェルターへ護衛移送しながら商業エリアに非難した市民の防衛につく。その後、病院地下のシェルターで他のアンプルたちと合流する。
使用火器はBUZZSAW、NO PAINのマシンガン2丁。それに加え、戦闘時には鬼を模したフェイスガードを被り、両腕にスパイク付きの装甲を装着して戦う。パイルを内蔵した、盾代わりの棺を背負うこともある。

#### 望月病院
望月 正宗（もちづき まさむね）
声 - 黒田崇矢
龍の実父。望月総合病院、望月学園高校を統括する財団の理事長。ブラックラベルの創設者。56歳。身長180cm。
「患者」を苦しめる「病巣」を許せず、私財を投じて組織を作り上げた気骨の人。正義感が強く、脳死状態の息子・龍の肉体を、嵐の為に提供するなど、非情に徹する覚悟をもっている。自身も死病に侵されており、フィオナの押す車椅子生活を送る今なお、鋼の意思で町の病巣と闘い続けている。
傭兵部隊の専従医師として活動していた当時、東欧の寒村で後にD99と名付けられる新種のウィルスとワクチンを発見し、嵐の両親やフィオナたちを部下として秘密裏にD99の研究をしていた。
「メタ」騒動時には、飛城財閥との事前協定を確認したうえで「オペレーション・ブラッドパッチ」を発動し、感染拡大を阻止するために市長・六田華代に飛岡市の完全封鎖を進言する。進言を聞き入れた市長の決断によって飛岡市は封鎖される。その最中、病院機能を患者と共に地下シェルターへ移す。

フィオナ・蘭・ウィンチェスター
声 - 久川綾
望月総合病院の院長。ブラックラベルの参謀。元D99研究班のメンバー主査。年齢不詳。身長166cm。スリーサイズ：B78（Bカップ） / W53 / H81cm。
常に沈着冷静な佇まいで情報の把握や分析を務め、他のメンバーのサポート役を務める。それゆえ、望月からも全幅の信頼を寄せられている。

犬鳴 慎一郎（いぬなき しんいちろう）
声 - 三木眞一郎
アンプルゼロの元メンバー。脳外科医。既婚者。元D99研究班のメンバー。37歳。身長190cm。
大柄な体躯と口元にある切り傷が特徴。常に黒のスーツ姿で骸骨を描いたネクタイを締め、現在でも時折ブラックラベルと接触する。素性に謎が多く、嵐以外のメンバーには信用されていない。
嵐に戦闘術を教えた師匠であり、自身の戦闘スタイルも酷似している。また、美琴以上に卓越したバイクの乗車技術を持ち合わせている。
メンバーから離脱して以降は、単身でシリンジを追っていた模様。やがて千影を助け、D99の投与治療を行った。

望月 龍（もちづき りゅう）
声 - 宮﨑敦巳
嵐の親友で、望月の実息。没8歳。
9年前に起こった国際医療会議爆破テロ事件の際、嵐と共に巻き込まれた。嵐に爆発から庇われたものの脳死状態となり、望月の判断で四肢と心臓が嵐の身体に移植された。
任務の中で迷う嵐の前に当時の姿で現れ、活を入れている。

天野 沙織（あまの さおり）
織葉の実母。故人で、回想シーンのみの登場。生前は国民的な歌手で、ブラックラベルの元メンバー。夫も何らかの陰謀で何者かに殺害された模様。
出産中、母子ともに心拍停止に陥り、D99の投与を受けて織葉だけが奇跡的に助かった。
本人の希望で、織葉が上記の事実を知ったのは10歳の時。また、本人の意思で「天野沙織の娘」とは公表されていない。

東郷 至（とうごう いたる）
小夜と隷歌の実父。D99研究チーム初代主任。犬鳴と並んで望月の右腕と呼ばれた男。
望月がD99の廃棄を決めたことに反発し、D99を持ち出して独自に研究を続けた。その一環として小夜にD99を投与した結果、部下もろともD99によって暴走した小夜に惨殺される。

嵐の両親（仮称）
故人であること以外は長らく不明だったが、「メタ」騒動時の回想シーンにて、夫婦揃って望月の部下であったことが判明する。

### 望月学園
小湊 雛子（こみなと ひなこ）
声 - 大空直美
嵐のクラスメイト。17歳、2年生。身長153cm。スリーサイズ：B77（Bカップ） / W55 / H77cm。
父子家庭で、実家は喫茶店「モンテカルロSS」を営んでいる。かなりの料理上手で、嵐も何度か夕飯をご馳走してもらっている。
嵐に思いを寄せており、幾度となくアピールを続けているが、朴念仁の彼にはかすりもしていない。
「メタ」騒動が望月学園で発生した際には、高校地下のシェルターへ避難する。

桃木野 由宇（ももきの ゆう）
声 - 橘田いずみ
雛子の親友。17歳、2年生。身長165cm。スリーサイズ：B97（Iカップ） / W56 / H85cm。
スポーツ万能ゆえに望月学園のさまざまなクラブから引っ張りだこであるほか、自宅で弟たち4人の面倒を見ながらファミレスでアルバイトもこなす元気少女でもある。
兜組の新型ドラッグの中毒者となった蜂須賀に暴行されかかるが、駆けつけた美琴と千影に救出される。
「メタ」騒動が望月学園で発生した際には、高校地下のシェルターへ避難する。

桜田 奈央（さくらだ なお）
声 - 小野涼子
嵐の担任教師。推定27歳。
友子や光姫の望月学園時の後輩で、友子に劣らぬプロポーションの持ち主。男子からは絶大な人気を得ているが、女子からは敬遠されている。
実はブラックラベルのメンバー。望月の命令を受け、密かに嵐の監視を行っていた。美琴に劣らぬ体術の持ち主。
「メタ」騒動が望月学園で発生した際には雛子たちを守るも友子の救援を受ける。その後、生徒たちと高校地下のシェルターへ避難する。

緋崎 千影（ひざき ちかげ）
声 - 柚木涼香
『ミッドナイト・ゲリラ』における重要人物。3年生。
妖艶な美貌を持つ長髪の美女。
シリンジの協力者であり、悪人を生きたまま焼き殺す殺し屋「FEVER」（熱病の意。「ブラックラベル」による便宜上の呼称」）。
国際医療会議爆破テロ事件で医薬品開発の研究者だった両親を失い、妹・深雪とともに親類に引き取られた。「先生」との出会いを契機に姉妹で生きていこうとするが、火災で深雪を失い右肩から背中に大火傷を負う。それ以後、「先生」の指示を受けて悪人を独善的に裁いていく。
似た境遇の美琴には親近感を覚えており、出会った当初から「いい友達になれる」と告げるとともに、同性愛の気も匂わせていた。
ブラックラベル、特に美琴とは幾度となく渡り合うが、「先生」には告げられていた目的が嘘だったうえ、深雪の仇だったことを暴露され、右目をボウガンで撃たれる。「先生」の死亡後、美琴の目の前で炎の中へ身を投げたが、実は密かに慎一郎によって救出され、D99の投与治療を志願して受けていた。
「メタ」騒動の渦中に右目に眼帯をかけて再度登場する。シリンジを密かに追っていたことが分かる。美琴への愛もさらに進み、キスを経て行動を共にする。地下街で織葉と合流した後、「開花（フィオリトゥーラ）」の襲撃を受けて一時脱出した時に嵐と合流し、再度地下街へ戻って撃退する。その後、望月病院地下でブラックラベルに合流し、犬鳴が出した東隷歌の目的を告げる。

蜂須賀 康臣（はちすか やすおみ）
声 - 高橋信
由宇の幼馴染である不良生徒。2年生。
兜組が密輸した新型麻薬であるプラチナム・リリィ/D99によってドラッグ漬けにされ、欲望のまま桃木野に襲いかかるが、美琴と千影に鎮圧される。
やがて、ドラッグによる症状の悪化によって完全に自我を失った結果、「メタ」化を経て末期症状である「ブラックメタ」と化し、嵐と柩の手によって粛清される。

緒方 早紀（おがた さき）
声 - 西村麻弥
蜂須賀の仲間。2年生。
貞操観念が希薄であり、アニメ版では学園へ流出した兜組の新型ドラッグを蜂須賀ら男子生徒たちと用い、軽度の中毒状態になった状態で下着もあらわな姿で不健全性的行為を楽しむ。その最中、兜組に誘拐されて一同で恐怖を味わわされるが、ブラックラベルの介入によって助かる。

蜂須賀の仲間 (仮)
声 - 田中進太郎
蜂須賀、緒方と行動をともにする男子生徒。2年生。
緒方同様兜組に監禁されていたが、ブラックラベルの介入によって助かる。

### 警察

#### 飛岡署
多々良 五十六（たたら いそろく）
声 - 手塚秀彰
現場主義のたたき上げ刑事。45歳。身長168cm。
家族構成は妻と養女（国際医療会議爆破テロ事件で死んだ同僚の忘れ形見）。閉じていることが多い右目と額の左側にある傷痕が特徴。単独行動も辞さない強引な捜査から、同署の「特攻機」と揶揄される。強い正義感の持ち主であり、望月からも「街の抗体」と評されている。
「メタ」の巣を見つけるも、聖が盾となったことで逃げ出した。騒動拡大時は、ホテルから撤退していた最中に鈴江や朝倉と共に暴徒と化した非感染者の一団を鎮圧しようとしていた。美琴や千影の協力も得て鎮圧した。また、ブラックラベルから提供された情報を基に、地下街に避難していた市民を救出した。

鈴江 このみ（すずえ このみ）
声 - 味里
多々良の相棒。25歳。身長172cm。スリーサイズ：B110（Mカップ） / W59 / H89cm。
新米刑事ながら、多々良に振り回されている不運な人物。かなりのドジっ娘だが、友子に次ぐ乳房の持ち主。
飛城財閥によって拉致監禁拷問され、意識を失っていた最中にブラックラベルに救出される。その後、休職中にブラックラベルの存在を知る。
「メタ」の巣を見つけた多々良と合流して聖が盾となった事で巣から逃げ出した。騒動拡大時は、ホテルから撤退していた最中に多々良や朝倉と共に暴徒と化した非感染者の一団を鎮圧しようとしていた。美琴や千影の協力も得て鎮圧した。また、ブラックラベルから提供された情報を基に、地下街に避難していた市民を救出した。

聖 雄基（ひじり ゆうき）
声 - 羽多野渉
インテリ刑事。29歳。身長182cm。
パソコン機器の扱いに優れている。実は望月の命令を受け、警察へ潜入したブラックラベルの諜報員。アンプルゼロ時代は、後方支援を担っていた。
後に「メタ」の巣を多々良と見つけた際に重傷を負い、多々良と鈴江を逃がす為に己に課せられた使命を全うし、殉職した。
原作では中盤（鈴江の誘拐事件）からの登場であったが、アニメ版では序盤から脇役としてたびたび登場している。

朝倉 多門（あさくら たもん）
刑事。サングラスにアフロヘアという昔ながらの出で立ち。
「メタ」騒動拡大時は、ホテルから撤退していた最中に多々良や鈴江と共に暴徒と化した非感染者の一団を鎮圧しようとしていた。美琴や千影の協力も得て鎮圧した。また、ブラックラベルから提供された情報を基に、地下街に避難していた市民を救出した。
アニメ版でもモブキャラとして登場している。

#### 警視庁
御堂（みどう）
声 - 稲田徹
警視庁特別捜査班・班長。多々良の同期で、飛岡署からの成り上がり。ツーリングが趣味。
NEO TV事件の際、現場の指揮を執ったが、ワイルドハンドの要求を一方的に呑むばかりで、多数の犠牲者を出してしまった。
事件後、多々良と鈴江に極秘情報を提供する。

### シリンジ
東郷 隷歌（とうごう れいか）
本作のキーパーソン。18歳（？）。身長157cm（義足を含む）。スリーサイズ：B90（Gカップ） / W57 / H88cm。
シリンジの頂点に立つ青い長髪の女。通称「姫」。両足ともに義足で車椅子生活を送る。図抜けた頭脳の持ち主。D99に強い執着を見せ、望月から「最も切除するべき腫瘍」と見なされている。
飛岡市の隣りにある櫻小路市内の三澄学園高校に入り込み、そこの生徒たちに対してD99を用いて人体強化改造を行っていた。父の遺産を受け継いで海外へ渡り、さまざまな研究機関を手玉に取ってD99を研究してきた。その後、飛城を使ってD99とそれ由来の生成物を新型麻薬と偽り、飛岡市に送り続けた。
物語中盤にて、小夜の異母妹であることが判明する。
「メタ」騒動を影から操っている。その目的はD99感染者に意図的な突然変異を起こさせ、そこから新種のハイジェッターを生むことで、飛岡市をその実験場とした。

D
声 - 佐藤せつじ
シリンジ構成員。名前は乾晋作（いぬい しんさく）。30代。身長176cm。
身動きの取れない隷歌に代わって、現場指揮を担うシリンジの実質的な№2。饒舌で軽口を叩くが、非常に鋭い勘の持ち主。
国際医療会議爆破テロ事件の実行犯で同事件にて死んだと思われていた飛岡署の元警官で多々良の元同僚。事件以降は顔面の傷跡を隠すために逆さ髑髏の覆面を被っており、左腕に義手を填めている。また、隷歌によって「ハイジェッター」に強化されている（本人曰く「あらゆる薬が効かない体」＝痛覚が無い）。
嵐と互角に渡り合う戦闘力の持ち主。2度目の対戦時、素顔が明らかとなる。最終的に重傷を負って身動きが取れなくなり、飛岡ロイヤルホテルの倒壊に巻き込まれて死亡したと思われていたが生存していて、嵐との3度目の対戦によって死亡する。直後に駆け付けた多々良により本名が明かされる。

牧石 要（まきいし かなめ）
声 - 仲谷明香
シリンジ構成員。22歳。身長153cm。スリーサイズ：B75（Cカップ） / W50 / H76cm。
コンピュータをはじめ、機械全般に精通する超ギークガール。緑の長髪が特徴的で、舌と臍にピアスを付けている。頭脳に反比例するかのように感情が欠落している。ハッキングによる情報戦を担当すると同時に、趣味が高じてヘリコプターや航空機の操縦訓練を受けた結果、オスプレイなど各種乗り物の操縦士を兼務している。義手や義足を作る装具士でもある。
ブラックラベルの拠点を付きとめた後、D99のウィルスと共に一時的に飛城財閥御庭番の幹部・四天衛鬼の一人である穿鬼（せんき）とその配下によって拘束され、京児の下に連れていかれるも、「メタ」騒動の際にDによって救出される。

Mr.アストロ（仮称）
声 - 星野貴紀
シリンジ構成員。名前は不明。38歳。身長212cm。
仮面の巨漢で槍使い。「ハイジェッター」と思われる。
寡黙な用心棒のようであるが、犬鳴との再戦に喜ぶなど、熱血漢であるらしい。

カオル、カオリ
声 - 嘉山未紗（カオル）、 安野希世乃（カオリ）
シリンジ構成員。本名は、村咲薫（カオル）・村咲馨（カオリ）。18歳。身長165cm。スリーサイズ：B91（Hカップ） / W54 / H87cm。
赤毛の双子姉妹。13秒差でカオリが姉。笑みを浮かべて比較的饒舌なのがカオル、口を真一文字に結んで比較的無口なのがカオリ。「ハイジェッター」を名乗り、小夜に匹敵する身体能力を持つ。カオリはカオルと酷似した顔を指摘されると激怒する。
カオリは血液交換による再強化を受けた後、シリンジを去る。カオルは「メタ」騒動の際に、協定に基づいて一時休戦した光姫と飛城財閥御庭番幹部・四天衛鬼の1人である穿鬼（せんき）とその配下によって拘束される。光姫と共に飛城御庭番に拉致されるも光姫と共に解放され、望月病院地下のシェルターに拘束される。

小川 真（仮称）
声 - 加藤将之
シリンジ構成員。名前は不明。26歳。身長174cm。
巧妙な手筈で本物の小川真に成り代わり、飛岡署に潜入していた。千影の元家庭教師（千影から「先生」と呼ばれるのはこのため）であり、彼女へ暗殺術を仕込みながら心身ともに自分へ依存させ（肉体関係にまで至ったことが、回想で示唆されている）、手駒としている。実は千影の妹・深雪を自分の正体に感付いたことから殺害した犯人でもあり、兜組壊滅をもって用済みとなった千影をボウガンで撃ったが、その直後に彼女と対峙していた美琴に射殺された。

### ワイルドハント
サイレン（仮称）
声 - 藏合紗恵子、安元洋貴（ワイルドハント）
シリンジの下部組織・ワイルドハントの団長。名前は不明。29歳。身長180cm。スリーサイズ：B93（Fカップ） / W65 / H92cm。
東欧系の元傭兵（単行本第6巻巻末より）。首に十字のキズがある美女で、NEO TV占拠事件の主犯。「ハイジェッター」と思われる。
長身と常人には聞き分けられないほど精度の高い声帯模写を活かし、犬の覆面を被った男に変装して占拠事件を起こす。離れた相手の心音を聞き分ける聴力を用い、相手を誘導かつ動揺させて討ち取る戦法を取るが、自分たちを追ってきた嵐を迎え撃った際に慎一郎の教えを回想した嵐の心音が一瞬止まり、その隙を突かれて射殺された。
織葉に接触時テレビ局を襲撃した際、覆面を被っていた時はワイルドハントとしての声色を使い、正体を明かしてから素の声に戻しているが、アニメでは死の間際までワイルドハントとしての声色を使い続けた。

瀧沢 等（仮称）
声 - 水野貴雄
NEO TVの警備責任者。名前は不明。
正体は事前に局へ潜入していた、シリンジ下部組織ワイルドハントの副団長。
自分たちを追ってきた嵐をナイフと無音暗殺術で翻弄するが、止めを刺そうと彼のすぐ背後まで迫ったところをゼロ距離で射殺された。

### 飛城財閥
飛城 穣太郎
声 - 長克巳
飛岡市を裏から支配する老人。
大地主、資産家、元総理大臣という肩書を持ち、老いた今もその資金や権力は絶大である。息子の京児に後を継がせる予定。
「メタ」騒動の際には、望月とテレビ電話を交わし、事前協定に基づいて、財閥の私兵である御庭番を「オペレーション・ブラッドパッチ」に参加させる。
飛城家は代々飛岡を支配してきた模様。

飛城 京児
声 - 野島健児
穣太郎の息子。
父譲りの資金や権力を盾に多数の美女や部下たちを侍らせ、傲慢な言動で立ち回るが、穣太郎には恐怖している。表の顔は2世国会議員で、真面目な政治家として知られている。飛城家の者に代々流れ、強運を持って守護する「龍神の血」を受け継いでいる。
プラチナム・リリィことD99のウィルスを手に入れた際、中毒状態で侍らせていた少女の1人に興味本位でウィルスを投与したことで、そこから飛岡市中に「メタ」の感染を拡大させてしまい、護龍たちと飛岡ロイヤルホテルのグランドスウィートルームへ逃げ込む。追ってきたブラックラベルやシリンジとの戦闘中にホテルから脱出しようとして「メタ」をホテル内へ引き込んでしまうも、しぶとく生きている。

護龍
声 - 國立幸
京児の側近で御庭番幹部・四天衛鬼の1人。
幼少期に飛城財閥に数人で拾われた後、京児に身も心も捧げ、忠誠を誓って仕えるくノ一風の美女。京児のセクハラには前述の理由から従順に恥じらう一方、実戦の際には毅然とした態度で部下たちを指揮する。京児が政治家に戻った時は、秘書も務めている。拉致されてきた鈴江の拷問も受け持った。
「メタ」騒動の際には、要（かなめ）を救出に来たDとカオルを飛岡ロイヤルホテルで迎え撃ち、カオルを追い込むもDによって撃たれる。現在、飛城秘伝の薬湯にて治療中。

### 暴力団

#### 荒波組
荒波 英夫（あらなみ ひでお）
声 - 東正実
荒波組の組長であり、荒波建設の社長。
第1巻の冒頭で、嵐に射殺される。

荒波 大成（あらなみ たいせい）
声 - 浜添伸也
英夫の一人息子。
サディスティックな性格で、父以上に肝が据わっている。
会社を裏切った藤野とその娘を拉致していたぶるが、嵐に射殺される。

柾木 仁（まさき じん）
声 - 白川周作
荒波親子の右腕。
策を廻らしてブラックラベルを誘き出すも、最後は嵐に射殺される。

鎧田（よろいだ）
声 -  櫻井トオル
柾木の舎弟。藤野の娘を誘拐した実行犯。ジャンキーたちを手下にしている。誘拐の際、木村という老女(友子の患者)を巻き添えに轢き殺す。
手下と共にブラックラベルを迎え撃つも全滅し、自身も友子に一刀両断されて死亡する。

藤野部長（ふじのぶちょう）
声 - 丸山智行
荒波建設の元部長。
不正を暴こうと会社の帳簿を持ち逃げし、警察に行こうとしたところを大成に捕えられてしまう。
アンプルワンが廃墟に突入した際、用済みと判断した柾木に射殺される。

藤野の娘（仮称）
声 - 朝井彩加
藤野部長の一人娘。嵐と同年代。
父が口を割らないため、捕えられて彼の目の前で拷問される。一度は解放されるも鎧田によって再び誘拐され、濃度を薄めたプラチナム・リリィを柾木に投与され、心身を喪失する。

#### 兜組
大道 悠紀夫（おおみち ゆきお）
声 - 近藤浩徳
兜組の幹部。骸流剣術免許皆伝。長美琴に射殺される。

大道 國雄（おおみち くにお）
声 - 近藤孝行
悠紀夫の実弟。兄と同じく骸流剣術免許皆伝。
緒方たちを誘拐してブラックラベルを誘き出すも、小川真（仮称）に刺殺される。

沖 雅彰（おき まさあき）
声 - 荒井勇樹
兜組の幹部。
嵐に射殺される。

大木 弘（おおき ひろし）
声 - 綿貫竜之介
武器密売屋。
小夜に撲殺される。

煤原 伴春（すずはら ともはる）
声 - 丹沢晃之
武器密売屋。小夜に撲殺される

#### 木場組
木場 悠樹（きば ゆうき）
美琴の異母兄（美琴が正妻の子で、悠樹は妾の子）。故人。生前は木場組の跡目だった。
三つ編みに結んだ後ろ髪が特徴。妹想いで面倒見のよい人物であった。美琴がバイク好きになるきっかけとなった人物。また、彼の死が木場家の衰退に直結することになった。

美琴の母（仮称）
回想シーンのみの登場。美琴の台詞から、夫の妾（悠樹の母）とは確執があった模様。

### 宗教団体
小峰 千禅（こみね せんぜん）
教祖。
友子に斬殺される。

蒔志波 メシア（まきしば めしあ）
宗教法人・万緑宇宙の会の開祖。
嵐に射殺される。

### 芸能界

#### アイドル
三日月はろん、三日月すみれ
声 - 野水伊織、幸田夢波
アイドルユニット「Asymmetry」（アシンメトリ）として活動する双子の姉妹。15歳。
NEO TVの番組へ出演していたところ、ワイルドハントの起こした占拠事件に巻き込まれるが、スタジオが占拠される直前に織葉を連れてトイレへ向かっていたため、直接の被害からは逃れる。途中からブラックラベルとしての単独行動へ移行した織葉をそうとは知らずに心配するあまり、ワイルドハントの雑兵たちを殴り倒して織葉に合流するという活躍を見せるが、その後は再びはぐれた末に警察の突入によって助かる。

杉原 亜矢（すぎはら あや）
声 - 石上静香
CELLのリーダー。
『NEO TVジャック事件』にて、ワイルドハントの犠牲になる。

小峯 蓉子（こみね ようこ）
CELLのメンバー。
グループ内の貧乏キャラ。

三倉 はな（みくら はな）
CELLのメンバー。
グループ1の清純派キャラ。

#### その他
南城 亜里沙（なんじょう ありさ）
声 - 戸田めぐみ
フリーランスの女性司会者。27歳。スリーサイズ：B97（Hカップ） / W58 / H90cm。
地方アナウンサーを経て、現在はフリーアナウンサーとして活躍。体当たりの姿勢で励む仕事ぶりが人気に火をつけた。
NEO TVジャック事件の際は、バニーガール風衣装で司会を任せられるまでになった。だが、ワイルドハントの起こした占拠事件に巻き込まれ、下着姿にさせられていた他の人気アイドルたちと共に拘束されていたが射殺されそうになって色仕かけで逃れようとしていたところを織葉の介入によって命拾いしたうえ、突入してきた警察によって救出される。
「メタ」騒動の際に再登場し、現場で実況中継を行う。

#### スタッフ
川中島（かわなかじま）
声 - 広田みのる
織葉のマネージャー兼「中プロダクション」の社長。
NEO TVジャック事件の際は、直接の被害から逃れる。

今村 英輝（いまむら ひでき）
NEO TV警備員。
ワイルドハントによる最初の犠牲者。

### 三澄学園
悠樹 千砂（ゆうき ちさ）
3年D組。三つ編みに眼鏡をかけた、学園一の巨乳の持ち主。
隷歌によって「ハイジェッター」に改造されていた。野沢や他の三澄生徒たちと共にシリンジの下部組織「開花（フィオリトゥーラ）」を組む。
美琴が三澄学園へ偽装転校した時に襲撃した後、野沢と共に一時的に姿を消す。
「メタ」騒動が拡大して飛岡市が完全封鎖された時に再度現れて美琴や織葉を襲撃するも、地下街で嵐に撃退される。

野沢 望（のざわ のぞみ）
3年D組。ボーイッシュな容貌。
隷歌によって「ハイジェッター」に改造されていた。悠樹や他の三澄生徒たちと共にシリンジの下部組織「開花（フィオリトゥーラ）」を組む。
美琴が三澄学園へ偽装転校した時に襲撃した後、悠樹と共に一時的に姿を消す。
「メタ」騒動が拡大して飛岡市が完全封鎖された時に再度現れて美琴や織葉を襲撃するも、地下街で千影に撃退される。

### その他の人物
犬鳴 芽衣（いぬなき めい）
慎一郎の妻。研究機関『L.E.B.E.L』の所長。遺伝子医療の専門家。元D99研究班メンバー。
頭脳明晰な女史だが、非常にドライな性格。ヘビースモーカー。夫とは戸籍上だけの形式結婚だと言い張っているが、回想シーンでかつては一緒に暮らしていたことが発覚する。
「メタ」騒動の際には望月のもとへ戻り、光姫によって運び込まれたD99ウィルスのワクチンの開発に着手する。

## 用語

### 地域
飛岡市（とびおかし）
本作の主要舞台。関東圏の太平洋沿いに位置する地方都市。
望月財団の所有地にはシェルターが併設されており、「メタ」騒動時に多くの市民を収容する。感染拡大を阻止するために望月は市長・六田華代に飛岡市の完全封鎖を進言し、進言を聞き入れた市長の決断によって飛岡市は封鎖される。
櫻小路市（さくらこうじし）
本作中盤の舞台。飛岡市の隣町である盆地。

### 施設
望月総合病院（もちづきそうごうびょういん）
望月財団が設立した大病院。霊安室の奥にある扉が、ブラックラベルの指令室へつながっている。
地下にはシェルターが併設されており、「メタ」騒動時には患者と共に病院機能が移された。
私立望月学園高等学校（しりつもちづきがくんこうとうがっこう）
望月財団が設立した私立校。丘の上に建設されており、そこから周囲の景色を見渡せる設計になっている。
地下にはシェルターが併設されていて「メタ」騒動時には多くの生徒を収容する。
私立三澄学園高等学校（しりつみすみがくえんこうとうがっこう）
望月学園の姉妹校。全寮制。山間に建設されている。
D99の保護とシリンジの誘き出しのため、美琴が偽装転校した。
隷歌によって密かに「ハイジェッター」の研究・人体強化改造が生徒たちに試されていた。
研究機関L.E.B.E.L（けんきゅうきかんエル・イー・ビー・イー・エル）
三澄学園に隣接された医療研究機関。D99研究班から離脱した犬鳴芽衣が所長を務める。
D99の保護とシリンジの誘き出しのために、光姫が偽装転属した。
飛岡警察署（とびおかけいさつしょ）
作中に登場する架空の所轄署。作中の主だった刑事は、当署の管轄下にある。
NEO TV
作中世界に登場する民放局。東京都の繁華街に聳え立つ。

### 組織・団体
ブラックラベル
望月正宗が創設した非合法秘密武装暗殺組織。
法の目を掻い潜って社会に巣食う極悪人を「病巣」と見なし、それらを断固たる武力で「切除」することを信念としている。望月総合病院の関係者のうち、限られた医師や看護師、元患者で構成されている。
メンバー全員が不幸な事情によって、肉親を失った孤児であり、望月もそのことを考慮して選出している。
アンプルゼロ
本編開始の約10年前に結成された第1の実戦班。
友子・光姫・小夜の3名で構成されている。かつては、犬鳴や聖も加わっていたことが明かされている。
アンプルワン
本編開始の数ヶ月前に結成された第2の実戦班。第1巻の冒頭が初ミッション。
嵐・美琴・織葉の3名で構成されている。メンバー（主に美琴）の負傷や不在により、ツーマンセルで行動することが多々ある。
シリンジ
東隷歌を中心とする異能者集団。混沌を美徳とし、ブラックラベルと対立している。構成員の身体には、どこかに注射器を模した刺青が施されている。
ワイルドハント
シリンジの下部組織。瀧沢による事前潜入や着ぐるみ姿での潜入を経てNEO TVを占拠し、警察への見せしめに生中継で人気アイドルを射殺したり、狙撃への対策として下着姿にさせた女性たちを窓際に立たせる一方、ブラックラベルへの警告を暗示した声明を流す。
CELL（セル）
作中に登場する国民的アイドルグループ。メンバー内の不仲説が後を絶たないことで有名。
中プロダクション
織葉が所属する芸能事務所。

### アイテム
プラチナム・リリィ / D99（ディーダブルナイン）
本作のキーアイテム。表向きは廉価な新型麻薬だが、その正体は東欧にある寒村で発見された新種ウイルス。
脳神経系に感染し、免疫系に異常が発生する代わりに細胞が活性化する。あらゆる移植手術に耐え、その後も長時間細胞が壊死することなく急速に再生し続ける一方、脳や神経組織が侵食されて肉体とは逆に脳死から確実に死に至る。ワクチン投与で活性化した細胞によりウイルスは死滅するが、脳神経に障害を残す場合もある。
医学の発展たり得ると考えた望月らによって研究されたが、完全制御ができない殺人ウイルスと判明し、ウイルスの感染力を死滅させるために研究チームは研究を凍結してデータを破棄する。先述の村も戦火に焼き払われ、龍の四肢と心臓を嵐へ移植する際に使われたのを最後にワクチン共々ウイルスは死滅したはずであった。しかし、D99研究チームの一員だった東郷至によって持ち出されたうえで研究が進められ、身体能力の強化に使えることが判明する。その後はシリンジで研究や人体改造が施されて「ハイジェッター」が作られた。また飛城京児によって飛岡市に密輸され、一時的にシリンジに持ち去られるも取り戻した後、中毒状態で侍らせていた少女に投与した結果「メタ」が発生し、感染は急速に拡大した。末期感染者はより感染を拡大させる「ブラックメタ」と成る。「ブラックメタ」は間接的にD99によって生み出された「デミハイジェッター」でもある。
なお、美琴を除くブラックラベルの現メンバーも「ハイジェッター」である。

## 書誌情報
- 佐藤ショウジ 『トリアージX』 KADOKAWA〈ドラゴンコミックスエイジ〉、既刊29巻（2025年2月7日現在）
  1. 2009年12月8日発売[2]、ISBN 978-4-04-712640-4
  2. 2010年9月7日発売[3]、ISBN 978-4-04-712685-5
  3. 2011年9月7日発売[4]、ISBN 978-4-04-712746-3
  4. 2012年3月7日発売[5]、ISBN 978-4-04-712780-7
  5. 2012年8月7日発売[6]、ISBN 978-4-04-712819-4
  6. 2013年2月7日発売[7]、ISBN 978-4-04-712854-5
  7. 2013年8月9日発売[8]、ISBN 978-4-04-712889-7
  8. 2014年2月8日発売[9]、ISBN 978-4-04-070022-9
  9. 2014年9月9日発売[10]、ISBN 978-4-04-070264-3
  10. 2015年3月9日発売[11]、ISBN 978-4-04-070262-9
    - 「マウスパッド付き限定版」2015年2月25日発売[12]、ISBN 978-4-04-070263-6

  11. 2015年5月9日発売[13]、ISBN 978-4-04-070569-9
  12. 2015年11月9日発売[14]、ISBN 978-4-04-070570-5
    - 「Blu-ray付き限定版」2015年11月2日発売[15]、ISBN 978-4-04-070571-2

  13. 2016年5月9日発売[16]、ISBN 978-4-04-070878-2
  14. 2016年11月9日発売[17]、ISBN 978-4-04-072082-1
  15. 2017年5月9日発売[18]、ISBN 978-4-04-072280-1
  16. 2017年11月9日発売[19]、ISBN 978-4-04-072494-2
  17. 2018年6月9日発売[20]、ISBN 978-4-04-072741-7
  18. 2018年12月7日発売[21]、ISBN 978-4-04-072975-6
  19. 2019年6月8日発売[22]、ISBN 978-4-04-073209-1
  20. 2020年1月9日発売[23]、ISBN 978-4-04-073465-1
  21. 2020年7月9日発売[24]、ISBN 978-4-04-073718-8
  22. 2021年2月9日発売[25]、ISBN 978-4-04-073986-1
  23. 2021年8月6日発売[26]、ISBN 978-4-04-074210-6
  24. 2022年2月9日発売[27]、ISBN 978-4-04-074429-2
  25. 2022年8月9日発売[28]、ISBN 978-4-04-074631-9
  26. 2023年2月9日発売[29]、ISBN 978-4-04-074865-8
  27. 2023年10月6日発売[30]、ISBN 978-4-04-075170-2
  28. 2024年6月7日発売[31]、ISBN 978-4-04-075481-9
  29. 2025年2月7日発売[32]、ISBN 978-4-04-075791-9

## テレビアニメ
| 原作                            | 佐藤ショウジ （KADOKAWA 富士見書房刊 「ドラゴンコミックスエイジ」連載） |
| 監督                            | 高見明男、加戸誉夫                                                      |
| シリーズ構成                    | 高山カツヒコ                                                            |
| キャラクターデザイン 総作画監督 | 高見明男                                                                |
| プロップデザイン                | 藤原奈津子、上津康義                                                    |
| 美術監督                        | 谷岡善王                                                                |
| 色彩設計                        | 池田歩美                                                                |
| 撮影監督                        | 有村駿                                                                  |
| CGディレクター                  | 中村基樹                                                                |
| 編集                            | 野川仁                                                                  |
| 音響監督                        | 濱野高年                                                                |
| 音響制作                        | ダックスプロダクション                                                  |
| 音楽                            | 宮崎誠                                                                  |
| 音楽制作                        | 日本コロムビア                                                          |
| 音楽プロデューサー              | 植村俊一                                                                |
| エグゼクティブプロデューサー    | 安田猛                                                                  |
| プロデューサー                  | 五味健次郎                                                              |
| アニメーションプロデューサー    | 下地志直、草壁匠                                                        |
| アニメーション制作              | XEBEC                                                                   |
| 製作                            | 「トリアージX」製作委員会                                               |

2015年4月から同年6月まで放送された。アニメーション制作を担当するXEBEC所属のアニメーター・高見明男の初監督（加戸誉夫と共同）作品でもある。
銃器やオートバイなどのメカニックは基本的に3DCGで描画されている。次回予告はテレビ放送はされず、公式サイトを介してYouTubeでのインターネット配信のみとなっている。
テレビ放送ではエロチックな部分やグロテスクな部分が湯気や影によって修正されているが、BD / DVDでは解禁（TVCMでは作品名にちなんで「トリアージ」）されている。
ストーリー全般にかけて省略された部分が多く、前作『HOTD』と同じく右翼や左翼といった存在は、ほとんどが曖昧な形で編集されている。
放送開始に先駆け、テレビアニメ版公式サイトではさまざまな漫画家やスタッフによる応援イラストが日替わりで公開されたほか、2015年4月1日にはエイプリルフールにちなんだ居酒屋仕様の『鳥味X』（とりあじイクス）となっていた。
2015年3月29日には、角川シネマ新宿で第1話が先行上映され、主要声優陣（赤羽根健治、近藤唯、佐藤亜美菜）、KADOKAWAプロデューサーの五味健次郎、オープニング歌手陣（藏合紗恵子 featuring 流田Project）が登壇した。
2015年3月30日には、RESCUE SQUADとのコラボレーションTシャツが発売された。
2015年6月13日から同年6月21日まで、アニメコラボカフェ「SHIROBACO」で本作とのコラボレーションメニューが提供された。
2015年11月2日発売の原作第12巻には、アニメ第11話が収録されたBlu-rayが同梱の限定版が発売された。

### 主題歌
オープニングテーマ「triage」（第1話 - 第9話、第11話）
作詞・作曲・編曲 - 流田Project / 歌 - 藏合紗恵子 featuring 流田Project
第10話ではエンディングテーマとして使用。
エンディングテーマ「ソレーユ・モア」（第1話 - 第9話、第11話）
作詞 - 畔柳宏平 / 作曲 - 隠田遼平 / 編曲 - 草野よしひろ / 歌 - 山本和臣
第10話では未使用。
挿入歌「ビッグバンLOVE!!」
作詞・作曲・編曲 - 宮崎まこと / 歌 - 梨田織葉（佐藤亜美菜）

### 各話リスト
| 話数             | サブタイトル         | 脚本         | 絵コンテ | 演出       | 作画監督                                                                         |
| ---------------- | -------------------- | ------------ | -------- | ---------- | -------------------------------------------------------------------------------- |
| EPISODE:01       | PRESCRIPTION of HELL | 高山カツヒコ | 高見明男 | 加戸誉夫   | 前田明寿、藤原奈津子、藤田正幸                                                   |
| EPISODE:02       | SURGICAL STRIKE      | 高山カツヒコ | 村田峻治 | 渡部周     | 合田浩章、猪股雅美                                                               |
| EPISODE:03       | MIDNIGHT GUERRILLA   | 高山カツヒコ | 加戸誉夫 | 萩原省智   | 萩原省智、谷圭二、永吉隆志 小畑賢、市野まりあ、西山忍 高橋慶江、辻浩樹、臼田美夫 |
| EPISODE:04       | FIRE GAME            | 高山カツヒコ | 加戸誉夫 | 大久保富彦 | 飯飼一幸、関口雅浩、津熊健徳                                                     |
| EPISODE:05       | SACRIFICE IDOL       | 関根アユミ   | 孫承希   | 孫承希     | 岡辰也、服部憲知、松下純子 木下由美子、市野まりあ 西山忍、小畑賢                 |
| EPISODE:06       | GALACTIC ON STAGE    | 関根アユミ   | 飯村正之 | 飯村正之   | 丸岡功治、藤原潤、福地和浩 永野孝明、成松義人、山田雄一郎 加藤里香、植竹康彦     |
| EPISODE:07       | CHAOS WORLD          | 関根アユミ   | 上坪亮樹 | 上坪亮樹   | 前田明寿、乗田拓茂 小林千鶴、藤原奈津子                                          |
| EPISODE:08       | CLOSED HEART SHELTER | 高山カツヒコ | 加戸誉夫 | 大久保富彦 | 松村拓哉、飯田剛士、飯飼一幸 関口雅浩、津熊健徳                                  |
| EPISODE:09       | LIMIT BREAK          | 高山カツヒコ | 高橋秀弥 | 高橋秀弥   | 合田浩章、猪股雅美                                                               |
| EPISODE:10       | 湯加減いかが?        | 高山カツヒコ | 飯村正之 | 飯村正之   | 前田明寿、乗田拓茂 小林千鶴、藤原奈津子                                          |
| EPISODE:11 (OVA) | RECOLLECTION XOXO    | 関根アユミ   | 加戸誉夫 | 孫承希     | 高見明男、藤原奈津子、乗田拓茂 小林千鶴、村田峻治、飯田剛士                      |

### 放送局
| 放送期間                | 放送時間                     | 放送局      | 対象地域 | 備考         |
| ----------------------- | ---------------------------- | ----------- | -------- | ------------ |
| 2015年4月9日 - 6月11日  | 木曜 1:05 - 1:35（水曜深夜） | TOKYO MX    | 東京都   |              |
|                         | 木曜 1:30 - 2:00（水曜深夜） | サンテレビ  | 兵庫県   |              |
|                         | 木曜 2:35 - 3:05（水曜深夜） | TVQ九州放送 | 福岡県   |              |
| 2015年4月10日 - 6月12日 | 金曜 1:00 - 1:30（木曜深夜） | チバテレ    | 千葉県   |              |
|                         |                              | tvk         | 神奈川県 |              |
|                         | 金曜 1:05 - 1:35（木曜深夜） | テレ玉      | 埼玉県   |              |
|                         | 金曜 1:45 - 2:15（木曜深夜） | 岐阜放送    | 岐阜県   |              |
|                         | 金曜 2:20 - 2:50（木曜深夜） | 三重テレビ  | 三重県   |              |
| 2015年4月11日 - 6月13日 | 土曜 3:00 - 3:30（金曜深夜） | BS11        | 日本全域 | 『ANIME+』枠 |

| 配信開始日    | 配信時間        | 配信サイト         | 備考            |
| ------------- | --------------- | ------------------ | --------------- |
| 2015年4月10日 | 金曜 12:00 更新 | dアニメストア      | 1週間限定配信   |
| 2015年4月24日 |                 | ニコニコチャンネル | 有料            |
|               |                 | バンダイチャンネル | 有料            |
|               |                 | GYAO!              | 最新話1週間無料 |

### BD / DVD
| 巻 | 発売日         | 収録話         | 規格品番  | 規格品番   | 規格品番   |
| 巻 | 発売日         | 収録話         | BD        | DVD限定版  | DVD通常版  |
| -- | -------------- | -------------- | --------- | ---------- | ---------- |
| 1  | 2015年6月26日  | 第1話 - 第2話  | KAXA-7241 | KABA-10366 | KABA-10371 |
| 2  | 2015年7月31日  | 第3話 - 第4話  | KAXA-7242 | KABA-10367 | KABA-10372 |
| 3  | 2015年8月28日  | 第5話 - 第6話  | KAXA-7243 | KABA-10368 | KABA-10373 |
| 4  | 2015年9月25日  | 第7話 - 第8話  | KAXA-7244 | KABA-10369 | KABA-10374 |
| 5  | 2015年10月30日 | 第9話 - 第10話 | KAXA-7245 | KABA-10370 | KABA-10375 |